# КСК-4-1
КСК-4-1 — советский самоходный четырёхрядный картофелеуборочный комбайн, производившийся с 1982 года по неустановленное время на «Рязсельмаше». Применяется для уборки картофеля на легких, средних и тяжелых влажных почвах.
Главное отличие КСК-4-1 от других комбайнов — у него нет переборочного стола и бункера-накопителя.
Первые опытные экземпляры комбайнов были разработаны на основе ККУ-2А и выпущены в 1975 году, они имели наименования КСК-4 и КСК-4-1. Их испытания показали, что по основным показателям, в первую очередь полноте уборки, повреждениям клубней, чистоте клубней, они находятся на уровне комбайна ККУ-2А, но более экономичны по расходу топлива. КСК-4-1 имел более простую конструкцию, чем КСК-4, и меньше весил, поэтому был рекомендован к серийному производству. Была разработана модификация КСК-4А-1.

## Технические характеристики
- Ширина захвата — 2,8 м[1]
- Производительность — 0,8-1,6 га/ч[1]
- Мощность двигателя — 110 кВт[2]